# 青驼镇
青驼镇，是中华人民共和国山東省临沂市沂南县下辖的一个乡镇级行政单位。境內有山东省抗日民主纪念馆、红嫂纪念馆、砚石文化博物馆。2018年青驼镇举办了首期老年人运动会。